# Olbrachcice (województwo opolskie)
Olbrachcice (dodatkowa nazwa w j. niem. Olbersdorf, wcześniej Polnisch Olbersdorf) – wieś w Polsce, położona w województwie opolskim, w powiecie prudnickim, w gminie Biała. Historycznie leży na Górnym Śląsku, na ziemi prudnickiej. Położona jest na terenie Wysoczyzny Bialskiej, będącej częścią Niziny Śląskiej.
W latach 1975–1998 miejscowość należała administracyjnie do ówczesnego województwa opolskiego.
Według danych na 2011 wieś była zamieszkana przez 341 osób.

## Geografia

### Położenie
Wieś jest położona w południowo-zachodniej Polsce, w województwie opolskim, około 5 km od granicy z Czechami, na Wysoczyźnie Bialskiej, tuż przy granicy gminy Biała z gminą Lubrza. Należy do Euroregionu Pradziad. Leży na terenie Nadleśnictwa Prudnik (obręb Prudnik).

### Środowisko naturalne
W Olbrachcicach panuje klimat umiarkowany ciepły. Średnia temperatura roczna wynosi +8,1 °C. Duże zróżnicowanie dotyczy termicznych pór roku. Średnie roczne opady atmosferyczne w rejonie Olbrachcic wynoszą 624 mm. Dominują wiatry zachodnie.

## Nazwa
W alfabetycznym spisie miejscowości na terenie Śląska wydanym w 1830 roku we Wrocławiu przez Johanna Knie wieś występuje pod polską nazwą Olibrachcice oraz nazwą niemiecką Polnisch Olbersdorf.
Topograficzny opis Górnego Śląska z 1865 roku notuje wieś pod obecnie stosowaną, polską nazwą Olbrachcice, a także niemiecką Olbersdorf we fragmencie: „Olbersdorf (1388 Olbrechtsdorf, 1534 Olbrachtitz, polnisch Olbrachcice auch Polnisch-Olbersdorf genannt)”. Słownik geograficzny Królestwa Polskiego i innych krajów słowiańskich wydany na przełomie XIX i XX wieku, a także niemiecki leksykon geograficzny Neumana wydany w 1905 roku notuje nazwę miejscowości jako Polnisch Olbersdorf. 15 marca 1947 r. nadano miejscowości polską nazwę Olbrachcice.

## Historia

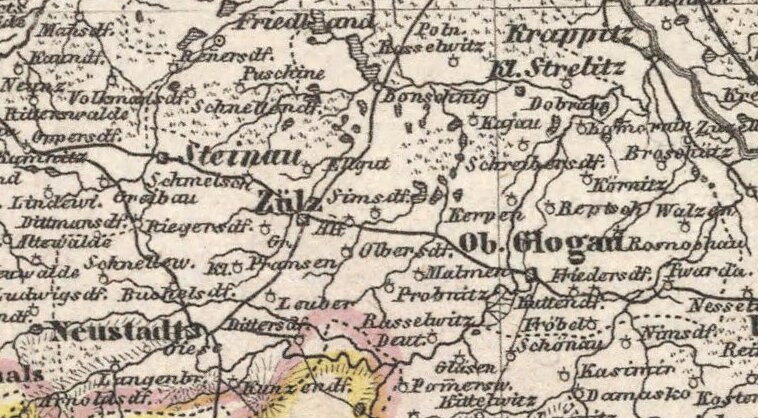
Olbrachcice (Olbersdf.) wśród miejscowości ziemi prudnickiej na mapie z 1849

Wieś została założona w połowie XIV wieku. Pierwsza wzmianka o niej pochodzi z 1388.
W 1482 właścicielami wsi byli przedstawiciele rodu Colmas, Mikołaj i jego syn Wacław. Następnie Olbrachcice należały do zmarłego w 1572 Jerzego von Fuellsteina. W latach 1613–1618 jej właścicielem był Jan Krzysztof Waldstein, uczestnik rokoszu Zebrzydowskiego. Do 1742 wieś należała do powiatu sądowego głogóweckiego w Monarchii Habsburgów. Po I wojnie śląskiej znalazła się w granicach Królestwa Prus i weszła w skład powiatu prudnickiego w prowincji Śląsk. Do 1816 należała do klasztoru paulinów w Mochowie koło Głogówka. Następnie stała się własnością gminną.

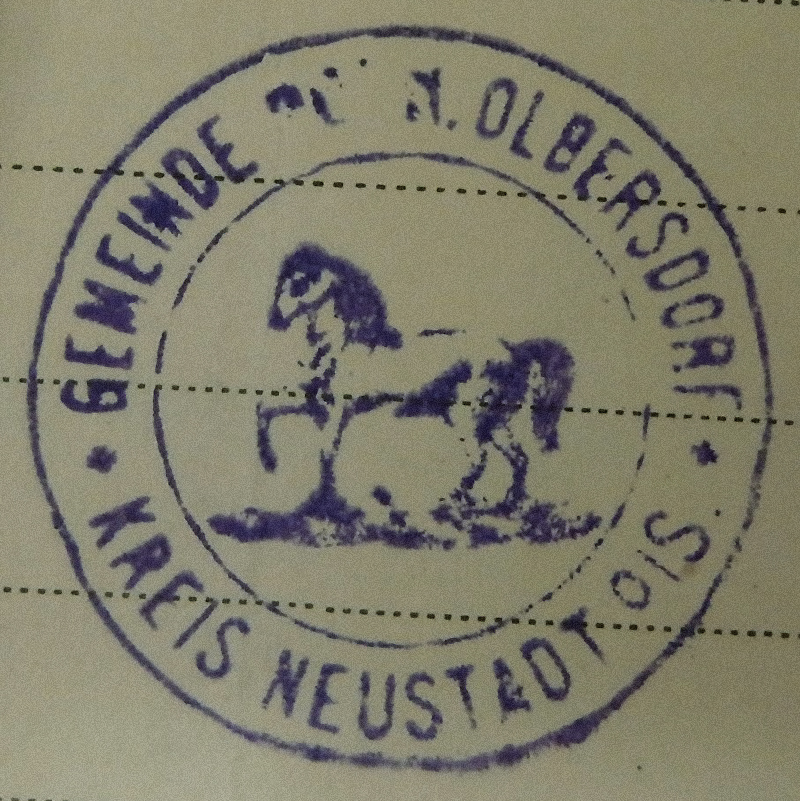
Pieczęć Olbrachcic (1935)

W pierwszej połowie XIX wieku zbudowano murowaną kapliczkę z rzeźbą ludową św. Jana Nepomucena wewnątrz. Od 1895 na terenie wsi ma swoją siedzibę rzymskokatolicka Parafia Niepokalanego Poczęcia NMP, obecnie należąca administracyjnie do dekanatu bialskiego diecezji opolskiej. Wieś posiadała swoją własną pieczęć, która przedstawiała w polu konia skierowanego w prawo, a w otoku napis: GEMEINDE POLN. OLBERSDORF / KREIS NEUSTADT O/S. (pol. Gmina Olbrachcice / Powiat Prudnicki). 1 marca 1907 w Olbrachcicach została założona jednostka ochotniczej straży pożarnej.

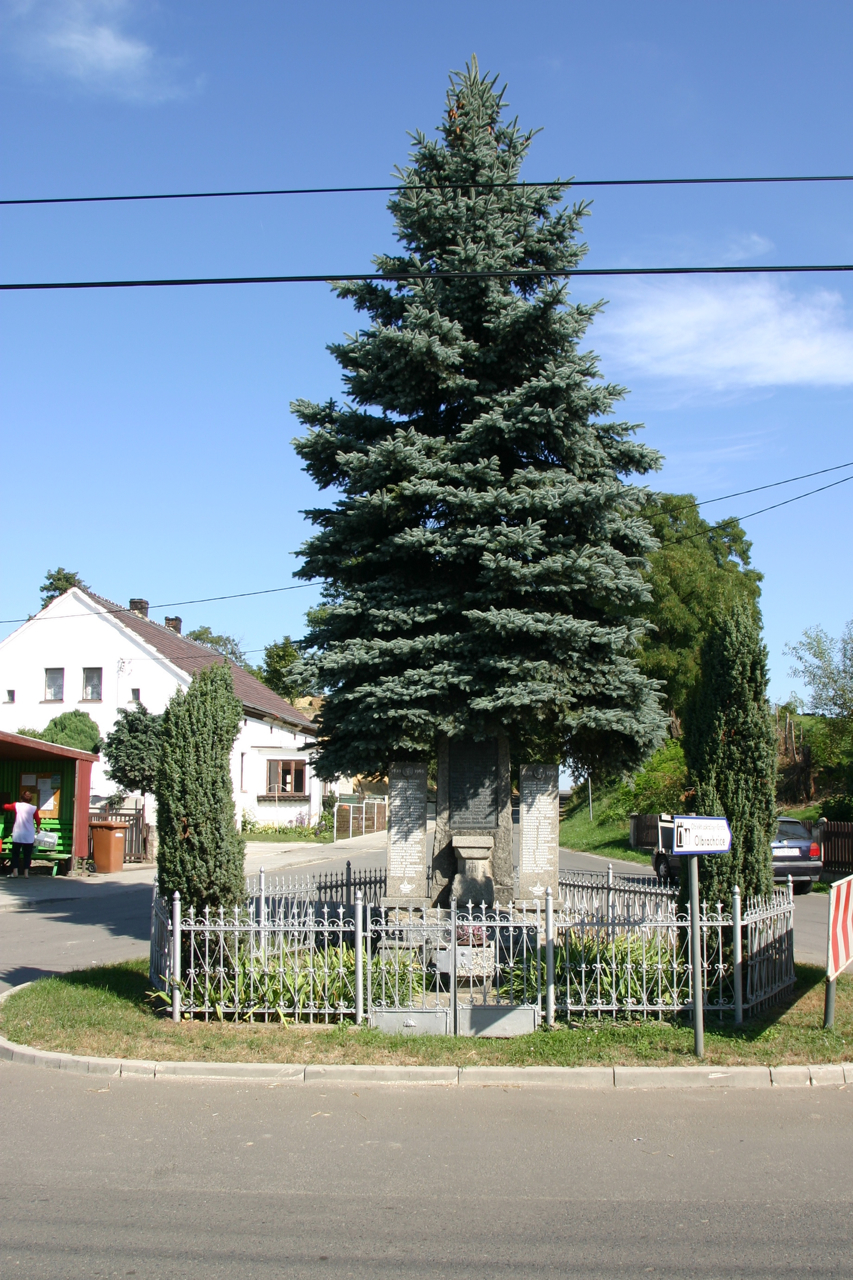
Pomnik poległych w I i II wojnie światowej

Według spisu ludności z 1 grudnia 1910, na 611 mieszkańców Olbrachcic 54 posługiwało się językiem niemieckim, a 557 językiem polskim. W wyborach parlamentarnych w Republice Weimarskiej w 1919 najwięcej głosów w Olbrachcicach zdobyli chrześcijańscy demokraci.
W 1921 w zasięgu plebiscytu na Górnym Śląsku znalazła się tylko część powiatu prudnickiego. Olbrachcice znalazły się po stronie wschodniej, w obszarze objętym plebiscytem. Do głosowania uprawnione były w Olbrachcicach 502 osoby, z czego 329, ok. 65,5%, stanowili mieszkańcy (w tym 313, ok. 62,4% całości, mieszkańcy urodzeni w miejscowości). Oddano 495 głosów (ok. 98,6% uprawnionych), w tym 493 (ok. 99,6%) ważne; za Niemcami głosowało 411 osób (ok. 83,4%), a za Polską 82 osoby (ok. 16,6%). W Olbrachcicach działało graniczne przejście drogowe uruchomione na czas głosowania. Niemcy aresztowali dwóch polskich działaczy z Poznania, którzy przyjechali do Olbrachcic agitować za Polską. Przetrzymywano ich w barakach na przejściu granicznym. W kwietniu 1921 grupa młodych mieszkańców Białej, zwolenników opcji niemieckiej, nielegalnie przekroczyła granicę i napadła na punkt kontroli granicznej. W odpowiedzi Włosi obstawili wojskiem Olbrachcice. W czasie III powstania śląskiego po raz drugi oddział z Białej napadł na baraki policji plebiscytowej. Aresztował i zabrał ze sobą ośmiu polskich funkcjonariuszy. W okresie plebiscytu oraz powstań śląskich Polacy organizowali patriotyczne spotkania w karczmie Konstantego Lachotty w Olbrachcicach. 5 października 1921 Lachotta został uprowadzony, a następnie zastrzelony przez Niemców.

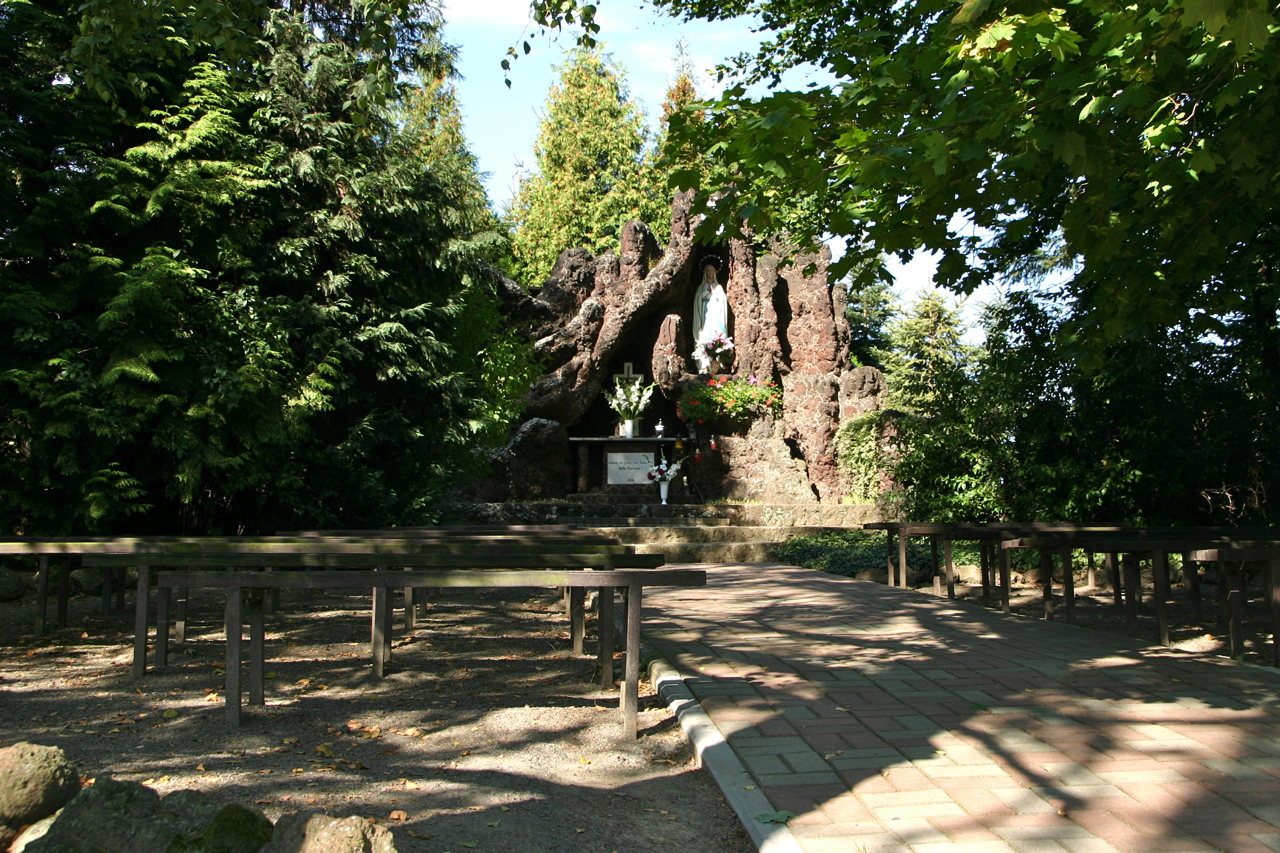
Grota lurdzka

W latach 20. XX wieku powstał pomnik upamiętniający mieszkańców wsi, którzy zginęli podczas I wojny światowej (rozbudowany po II wojnie światowej). Przy drodze do Solca zbudowano w 1938 grotę lurdzką z kamienia tufowego przywiezionego z Lourdes we Francji.
Według Głównej Komisji Badania Zbrodni Niemieckich w Polsce, podczas II wojny światowej w Olbrachcicach zamordowano 16 obywateli Polski. W styczniu 1945 przez Olbrachcice przeszły kolumny więźniów niemieckich obozów koncentracyjnych. W toku tzw. „marszu śmierci” wiele osób zmarło lub zostało zamordowanych przez Niemców. Cywile z Racławiczek i okolic byli wykorzystywani przez Sowietów do budowy okopów w rejonie Olbrachcic od marca do maja 1945. W okresie walk o Prudnik w kwietniu i maju 1945 Rosjanie tymczasowo ewakuowali przez Olbrachcice do Strzeleczek niemieckich i polskich mieszkańców Prudnika i okolicznych wsi.
Po II wojnie światowej, od marca do maja 1945 powiat prudnicki znajdował się pod kontrolą radzieckiej komendantury wojskowej. 11 maja 1945 polska administracja przejęła władzę cywilną w powiecie prudnickim. Mieszkańcom Olbrachcic, posługującym się dialektem śląskim bądź znającym język polski, pozwolono pozostać we wsi po otrzymaniu polskiego obywatelstwa.
W latach 1945–1950 Olbrachcice należały do województwa śląskiego, a od 1950 do województwa opolskiego. W latach 1945–1954 wieś należała do gminy Lubrza, a w latach 1954–1972 należała do gromady Olszynka. Podlegała urzędowi pocztowemu w Prudniku. 13 września 1951 uruchomiono agencję pocztową w Olbrachcicach dla miejscowości Olbrachcice, Słoków i Olszynka.
W 1949 we wsi znajdowały się między innymi: szkoła podstawowa prowadzona przez Inspektorat Szkolny w Prudniku, kotlarz, piekarz. W 1962 oddano do użytku nową remizę ochotniczej straży pożarnej. W latach 70. XX wieku w Olbrachcicach odnotowano jeden z najbardziej intensywnych ruchów budowlanych w powiecie prudnickim. W 2006 Olbrachcice przystąpiły do Programu Odnowy Wsi Opolskiej.

## Mieszkańcy
Miejscowość zamieszkiwana jest przez mniejszość niemiecką oraz Ślązaków. Mieszkańcy wsi posługują się gwarą prudnicką, będącą odmianą dialektu śląskiego. Należą do podgrupy gwarowej nazywanej Goloki.

### Liczba mieszkańców wsi
- 1871 – 633[47]
- 1885 – 672[48]
- 1905 – 579[49]
- 1910 – 611[24]
- 1933 – 605[50]
- maj 1939 – 591[50]
- październik 1939 – 543[50]
- 1966 – 475[51]
- 1998 – 409[52]
- 2002 – 382[52]
- 2009 – 341[52]
- 2011 – 341[52]
- 2013 – 344[53]

## Zabytki
Do wojewódzkiego rejestru zabytków wpisany jest:
- dom nr 2, z 1849 r.

Zgodnie z gminną ewidencją zabytków w Olbrachcicach chronione są ponadto:
- kościół parafialny pw. Niepokalanego Poczęcia NMP
- cmentarz katolicki, przykościelny

## Pomniki i obiekty upamiętniające
- Pomnik poległych w I i II wojnie światowej – pomnik w centrum Olbrachcic[56] powstały w latach 20. XX wieku jako upamiętnienie mieszkańców wsi, którzy polegli w I wojnie światowej. Dostawiono do niego dwie tablice z nazwiskami mężczyzn, którzy zginęli podczas II wojny światowej. Na każdej tablicy znajduje się symbol Krzyża Żelaznego. Zgodnie z kryteriami w sprawie upamiętnień na obszarze RP żołnierzy niemieckich przyjętymi w uchwale Rady Ochrony Pamięci Walk i Męczeństwa w 1995, pomnik został uznany za nieprawidłowy[30].
- Mogiła rodzinna powstańca śląskiego – mogiła Konstantego Lachotty, powstańca śląskiego, i jego matki na cmentarzu parafialnym w Olbrachcicach. Na mogile inskrypcja: „Tu spoczywa w Bogu kochana matka nasza Joanna Lachotta zm. 8.05.1917 r. i kochany brat nasz Konstanty Lachotta położywszy życie za świętą sprawę zm. 5.10.1921 r.”[57]

Pomnik poległych w I i II wojnie światowej
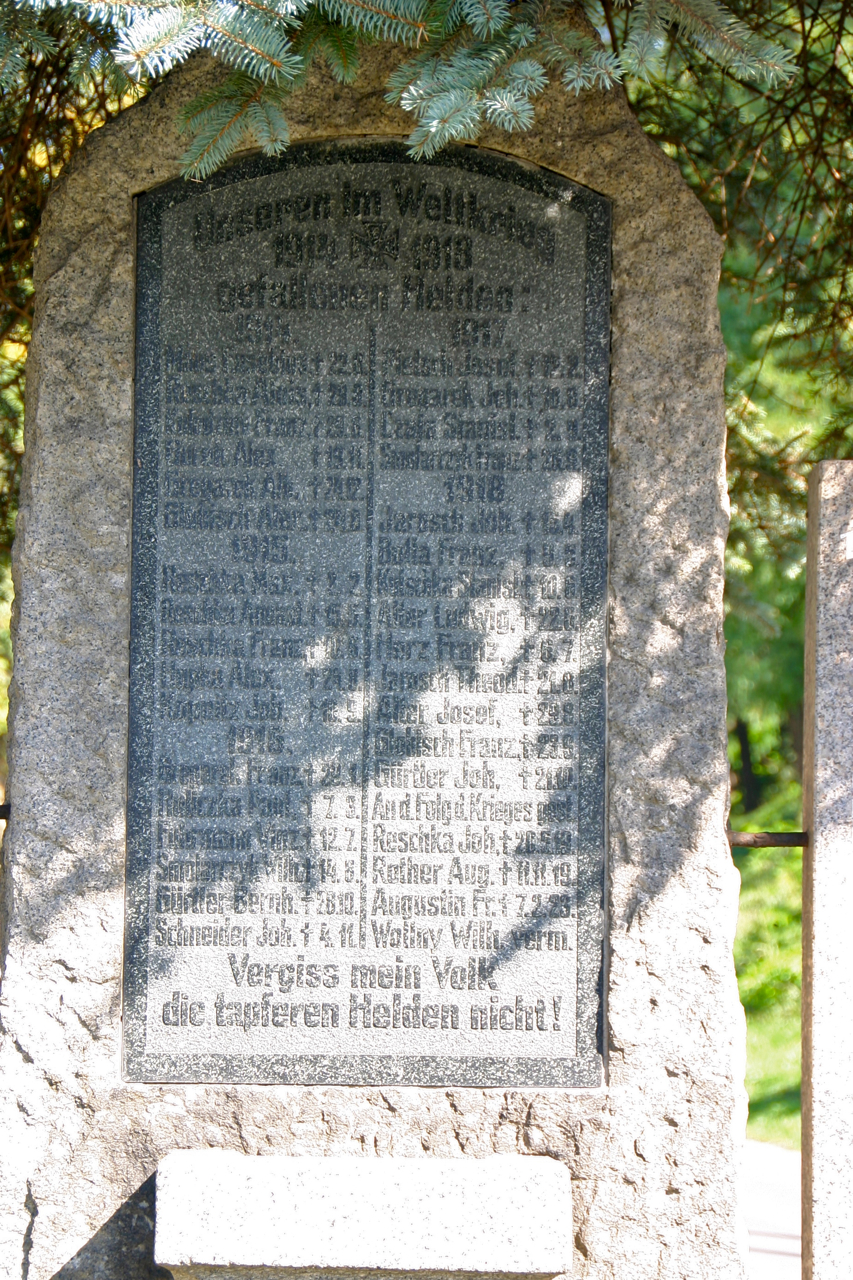
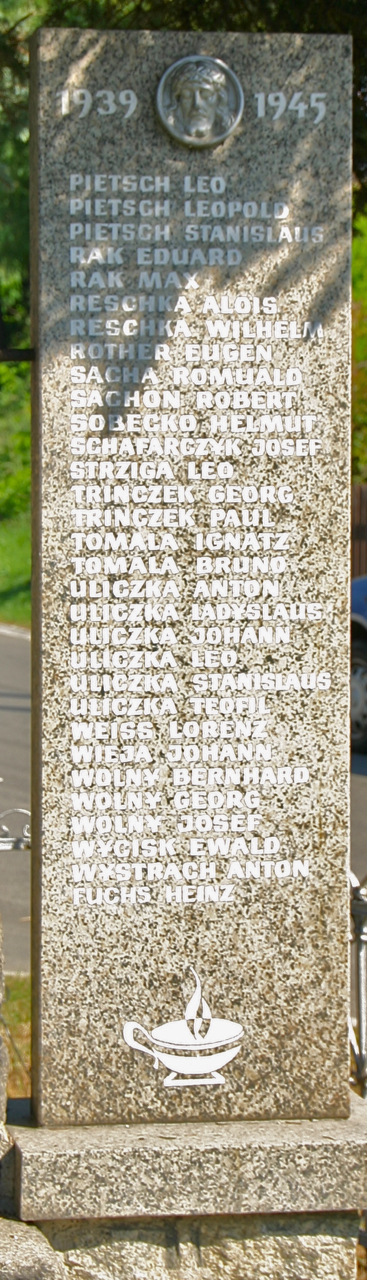
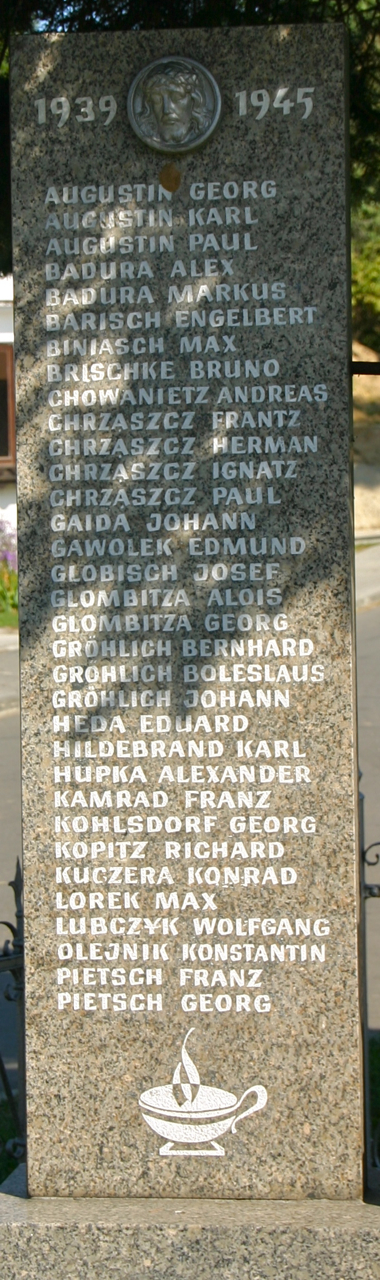

## Gospodarka
W Olbrachcicach siedzibę mają firmy Firma Budowlana Badura Damian i Cukiernictwo Handzik Karina, zrzeszone w Cechu Rzemieślników i Przedsiębiorców w Prudniku.

## Transport

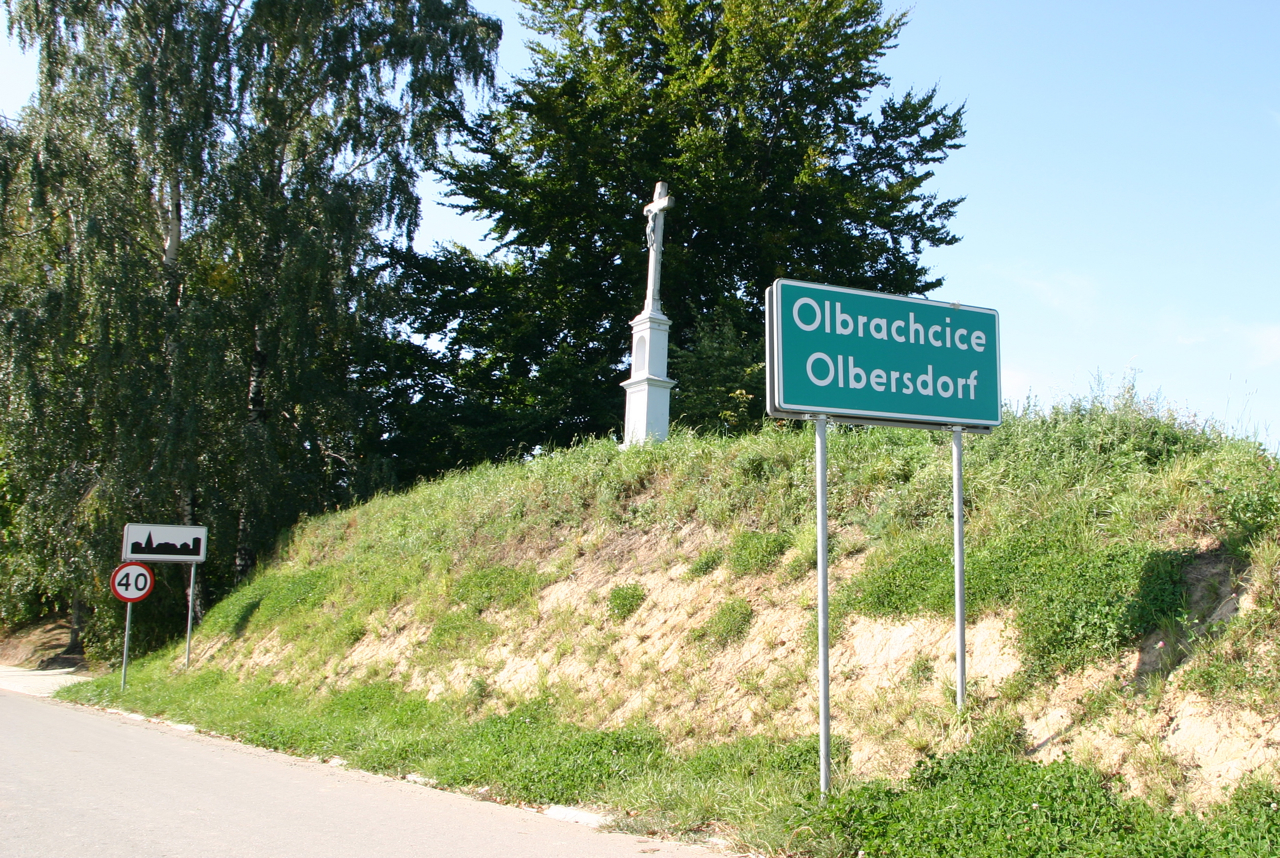
Wjazd do Olbrachcic od strony Solca

### Transport drogowy
Droga do wsi prowadzi przez głęboki wąwóz. Na zboczu nad drogą postawiono witacz na wzór Hollywood Sign – napis „Witamy w Olbrachcicach” i symbol konia z herbu wsi.
W zarządzie Wydziału Drogownictwa Starostwa Powiatowego w Prudniku znajduje się droga powiatowa nr 1202O relacji Biała – Olbrachcice – Słoków – Laskowice.

### Transport autobusowy
Olbrachcice posiadają połączenia autobusowe z Głogówkiem, Prudnikiem. We wsi znajduje się jeden przystanek autobusowy.

## Kultura
W Olbrachcicach działa Niemieckie Koło Przyjaźni (Deutscher Freundeskreis) – oddział terenowy Towarzystwa Społeczno-Kulturalnego Niemców na Śląsku Opolskim. W lipcu 2024 miejscowe DFK liczyło 20 członków. We wsi znajduje się świetlica środowiskowa. Stowarzyszenie Odnowa Wsi Olbrachcice zakończyło działalność.

## Religia
W Olbrachcicach znajduje się katolicki kościół Niepokalanego Poczęcia Najświętszej Maryi Panny, który jest siedzibą parafii Niepokalanego Poczęcia Najświętszej Maryi Panny (dekanat Biała). We wsi znajduje się grota na wzór lurdzkiej, zbudowana ze skały tufowej przywiezionej z Lourdes.

## Sport
We wsi funkcjonował klub piłkarski LZS Olbrachcice, z zespołem rezerwowym LZS II Olbrachcice. W 2005, z okazji 60. rocznicy istnienia Podokręgu Związku Piłki Nożnej w Prudniku, klub otrzymał pamiątkowy puchar. We wsi znajduje się boisko.

## Turystyka

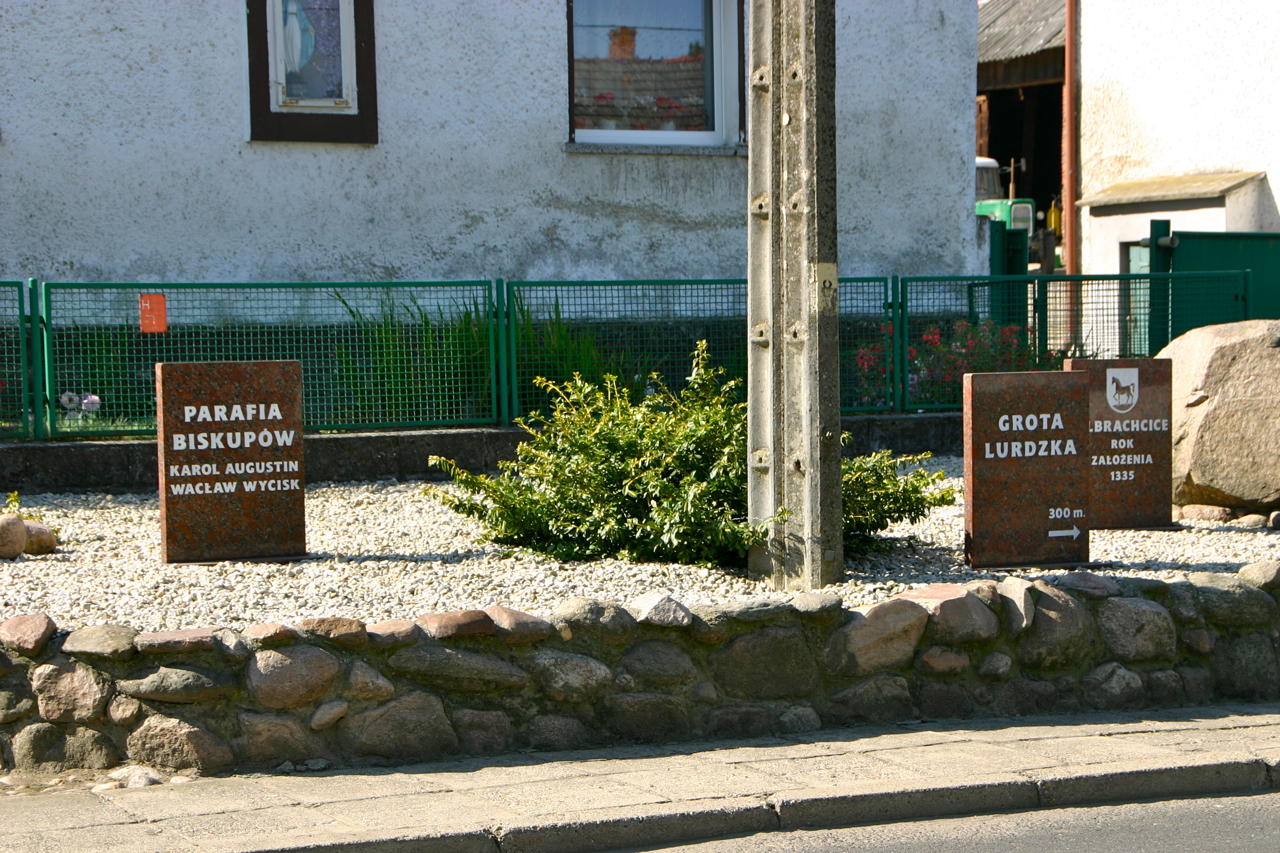
Tablice we wsi

Oddział PTTK „Sudetów Wschodnich” w Prudniku ustanowił turystyczną Odznakę Krajoznawczą Ziemi Prudnickiej, którą zdobywa się poprzez zwiedzenie odpowiedniej liczby obiektów w miejscowościach położonych na ziemi prudnickiej, w tym w Olbrachcicach. Przez Olbrachcice przebiega trasa Kolarskiego Rajdu Dookoła Ziemi Bialskiej, za przejechanie którego PTTK Prudnik przyznaje odznakę.

### Szlaki turystyczne
Przez Olbrachcice prowadzą szlaki turystyczne:
- Szlakami bociana białego (46,6 km): Biała – Solec – Olbrachcice – Wierzch – Wilków – Rostkowice – Mokra – Łącznik – Brzeźnica – Górka Prudnicka – Ligota Bialska – Biała[69]
- W poszukiwaniu piękna żydowskich cmentarzy (19 km): Osobłoga – Krzyżkowice – Dytmarów – Olszynka – Słoków – Olbrachcice – Biała[70]
- Szlakiem zabytkowych kościołów (9,12 km): Prężyna – Biała – Śmicz – Miłowice – Kolnowice – Otoki – Ligota Bialska – Krobusz – Dębina – Łącznik – Mokra – Żabnik – Gostomia – Solec – Olbrachcice[71]

### Szlaki rowerowe
Przez Olbrachcice prowadzi szlak rowerowy:
- Trasa rowerowa PTTK nr 261-c: Biała – Stare Miasto – Solec – Olbrachcice – Wierzch – Wilków – Rostkowice – Gostomia – Krobusz – Radostynia – Mokra – Łącznik – Brzeźnica – Górka Prudnicka – Ligota Bialska – Biała

## Bezpieczeństwo
W zakresie ochrony przeciwpożarowej oraz innych miejscowych zagrożeń w Olbrachcicach działa jednostka Ochotniczej Straży Pożarnej. Jednostka OSP została założona w 1907.
Miejscowość jest pod opieką dzielnicowego rejonu służbowego nr 15 Komendy Powiatowej Policji w Prudniku (Posterunek Policji w Białej).
Teren wsi, jak i całej gminy Biała, położony jest w strefie nadgranicznej w związku z czym Straż Graniczna dysponuje, na tym obszarze, specjalnymi kompetencjami w zakresie bezpieczeństwa. Gminę Biała obejmuje zasięgiem służbowym placówka Straży Granicznej w Opolu ze Śląskiego Oddziału SG.